# Валя-Индерет
Валя-Индерет (рум. Valea Îndărăt) — село у повіті Арджеш в Румунії. Входить до складу комуни Поєнарій-де-Мусчел.
Село розташоване на відстані 117 км на північний захід від Бухареста, 40 км на північ від Пітешть, 138 км на північний схід від Крайови, 66 км на південний захід від Брашова.

## Населення
За даними перепису населення 2002 року у селі проживали 214 осіб, усі — румуни. Усі жителі села рідною мовою назвали румунську.